# Philipp Fritzsche
Philipp Fritzsche (* 1970 in Eberswalde) ist ein deutscher Künstler aus Leipzig.

## Leben und Wirken
Philipp Fritzsche studierte von 1995 bis 2001 an der Burg Giebichenstein Kunsthochschule Halle Bildende Kunst bei Irmtraud Ohme. Seinen Meisterschüler absolvierte er bei Ute Pleuger.
Seit 2002 ist Philipp Fritzsche freiberuflich in Leipzig tätig. Sein Atelier befindet sich in der Leipziger Baumwollspinnerei.
Seine Werke (Installationen, kinetische Objekte) stehen im öffentlichen Raum, wie in Berlin und Leipzig und befinden sich in der öffentlichen Sammlung der Staatlichen Kunstsammlungen Dresden.

## Werke (Kunst im öffentlichen Raum und Kunst am Bau)

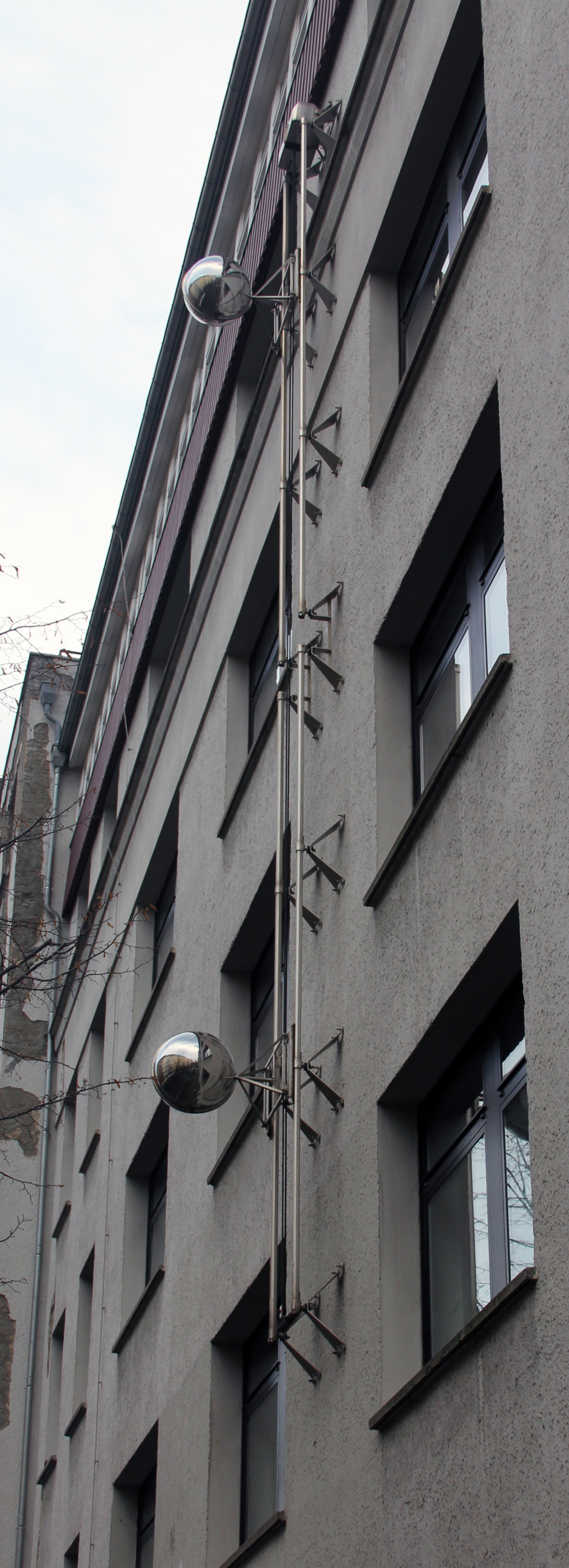
Neugier (2001)

- 1998: Objektgruppe für die Parkanlage des Berufsförderungswerks Halle, Verzinktes Metall, Lacke; Halle (Saale)
- 2001: Neugier, Edelstahl, Motoren; Bundesministerium für Bildung und Forschung in Berlin;[1]
- 2007: Das Nest, Metall, Solartechnik; Hannover[2]
- 2010: Teppichblüte, Edelstahl; Wurzen[3]
- 2014: Anstoß, Edelstahl, Glas, LED-Technik; vor der Hochschule Mittweida – Hochschule für angewandte Wissenschaften; Mittweida[4]
- 2019: Gedenkskulptur – Das Kapital, Edelstahl; Leipzig[5]